# Abans i després (Star Trek: Voyager)
"Abans i després" (títol original en anglès "Before and After") és el 21è episodi de la tercera temporada i el 63è del total de la sèrie de televisió de ciència-ficció estatunidenca Star Trek: Voyager. Va ser dirigit per Allan Kroeker amb un guió de Kenneth Biller. Fou emès a la televisió el 9 de d’abril de 1997 a la cadena UPN. Prefigura esdeveniments vistos en un episodi posterior, "L'any infernal".
Ambientada al segle XXIV, la sèrie segueix les aventures de la tripulació de la Flota Estel·lar i els Maquis de la nau estel·lar USS Voyager després de quedar encallats al Quadrant Delta a desenes de milers d’anys llum de distància de la resta de la Federació. Aquest episodi se centra en l'alienígena i el membre de la tripulació Kes, interpretat per l'actriu Jennifer Lien, en una trama que implica una complicada paradoxa del viatge en el temps amb l'USS Voyager.

## Argument
Kes es troba vivint curts períodes de temps en ordre invers a causa de l'exposició als cronitons. Primer guanya consciència a la infermeria com una dona gran, envoltada de la seva família Ocampa nascuda a la «Voyager». El Doctor aconsegueix posar-la en una cambra biotemporal per intentar allargar la vida normalment curta de Kes. El seu següent període de consciència es produeix uns dies abans, on el Doctor ha afirmat que Kes pateix un deteriorament mental a causa de la seva vellesa i els seus plans d'utilitzar la cambra biotemporal. Kes troba difícil estar amb els membres de la seva família que no coneix. Durant aquests períodes, s'assabenta que la «Voyager» havia patit un «Any Infernal» uns anys abans quan s'enfrontava a una raça anomenada els Krenim que havien assaltat repetidament la nau mentre creuava el seu espai, cosa que va costar la vida de la capitana Kathryn Janeway i la B'Elanna Torres, a més de danys significatius a la nau. A mesura que els períodes de consciència de la Kes s'acosten a aquest punt, és capaç de treballar amb la tripulació per postular la naturalesa de les armes temporals dels Krenim i com revertir els efectes que està experimentant utilitzant una cambra biotemporal. El Doctor suposa que si Kes pot obtenir el canvi de fase temporal que l'ha afectat, podrà aturar la seva progressió cap enrere en el temps.
Aviat, la Kes es troba experimentant el període de l'Any Infernal. La nau està significativament danyada i un torpede Krenim sense detonar està allotjat a la nau. Kes presencia la mort de Janeway i Torres. Examina l'arma perillosa. Descobreix el canvi de fase (que és d'1,47 microsegons) abans de desmaiar-se i tornar en si en un període anterior. En adonar-se que s'acosta al moment en què es va unir per primera vegada a la tripulació de la "Voyager", aconsegueix convèncer el Doctor dels seus símptomes i dels mitjans per aturar-los utilitzant el canvi de fase Krenim. No obstant això, fins i tot a la cambra biotemporal, continua tenint salts enrere, i aviat es troba de nou amb els Ocampa i encara rejovenint. Regressa més a un nadó, després a un fetus, abans de començar a avançar de sobte en el temps.
Finalment torna en si al present, tres anys després que es va unir a la "Voyager" i poc abans de l'Any de l'Infern. El Doctor reconeix que la cambra biotemporal ha estat un èxit i Kes es cura.
Després, durant una celebració a la holocoberta per l'aniversari de Kes, la tripulació demana a Kes detalls sobre el seu futur. Kes s'hi nega, però diu que escriurà un informe sobre tota la informació que té sobre els Krenim. Quan Kes surt de la holocobierta, Janeway li diu que no ha d'escriure l'informe en aquell moment, i la Kes respon: "no hi ha millor moment que el present".

## Actors convidats
- Jessica Collins – Linnis Paris
- Christopher Aguilar – Andrew Kim
- Michael Maguire – Banaren
- Janna Michaels – Jove Kes
- Rachael Harris – Martis

## Producció
A la promoció de la quarta temporada de Voyager abans de l'inici de la temporada, l'episodi en dues parts "L'any infernal" es va destacar com una seqüela de "Abans i després".

## Recepció
El 2012, Den of Geek va classificar-lo com una menció honorífica per la seva classificació dels deu millors episodis de Star Trek: Voyager.El 2015, Den of Geek va suggerir "Abans i després" per a una guia de marató centrada en els episodis de Star Trek: Voyager que incloïen viatges en el temps. Keith DeCandido a tor.com li va atorgar 9 punts sobre 10 tot lloant l'actuació de Jennifer Lien com a Kes.

## Mitjans domèstics
Aquest episodi es va publicar en DVD el 6 de juliol de 2004 com a part de Star Trek Voyager: Complete Third Season, amb àudio Dolby 5.1 surround. El DVD de la temporada 3 es va publicar al Regne Unit el 6 de setembre de 2004.
El 2017, la sèrie de televisió completa Star Trek: Voyager es va publicar en una  caixa recopilatòria en DVD, que la va incloure com a part dels discs de la temporada 3.